# Artes cénicas

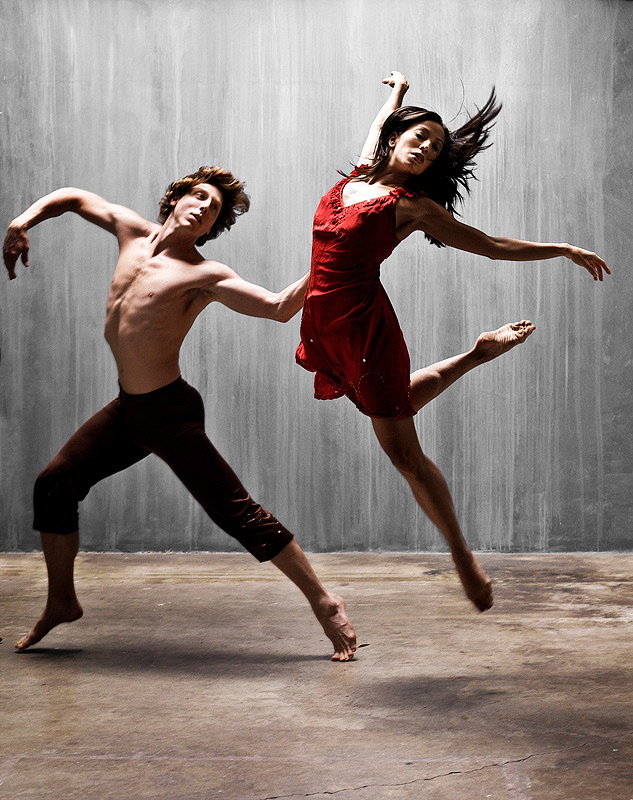
A dança é um tipo de arte performática praticada em todo o mundo.

As artes cénicas (português europeu) ou cênicas (português brasileiro), chamadas ainda de artes performativas, são artes como música, dança e teatro, que são realizadas para um público. É diferente das artes visuais, que é o uso de tinta, tela ou materiais diversos para criar objetos de arte físicos ou estáticos. As artes cênicas incluem uma variedade de disciplinas que são realizadas na frente de uma plateia ao vivo, incluindo teatro, música e dança.
Teatro, música, dança e manipulação de objetos, além de outros tipos de performances, estão presentes em todas as culturas humanas. A história da música e da dança data de tempos pré-históricos, enquanto as habilidades circenses datam pelo menos do Egito Antigo. Muitas artes cênicas são realizadas profissionalmente. A performance pode ser em edifícios construídos propositadamente, como teatros e casas de ópera, em palcos ao ar livre em festivais, em palcos em tendas como circos e na rua.
Performances ao vivo diante de uma plateia são uma forma de entretenimento. O desenvolvimento da gravação de áudio e vídeo permitiu o consumo privado das artes cênicas. As artes cênicas, muitas vezes, visam expressar as emoções e sentimentos de alguém.

## História

### Artes cênicas ocidentais
A partir do século 6 a.C., o período clássico da arte cênica começou na Grécia, inaugurado pelos poetas trágicos como Sófocles. Esses poetas escreveram peças que, em alguns casos, incorporavam a dança (ver Eurípedes). O período helenístico iniciou o uso generalizado da comédia.
No entanto, no século 6 d.C., as artes cênicas ocidentais foram em grande parte encerradas quando a Idade das Trevas começou. Entre os séculos 9 e 14, a arte cênica no Ocidente limitava-se a encenações históricas religiosas e peças de moral, organizadas pela Igreja em celebração de dias santos e outros eventos importantes.

#### Renascença
No século 15, as artes cênicas, juntamente com as artes em geral, viram um renascimento como o Renascimento começou na Itália e se espalhou por toda a Europa peças, algumas das quais incorporaram dança, que foram executadas e Domenico da Piacenza creditado com o primeiro uso do termo ballo (em De Arte Saltandi et Choreas Ducendi) em vez de danza (dança) para seu baletti ou balli. O termo acabou se tornando Ballet. Acredita-se que o primeiro Ballet per se seja o Ballet Comique de la Reine de Balthasar de Beaujoyeulx (1581).
Em meados do século 16, a Commedia Dell'arte tornou-se popular na Europa, introduzindo o uso da improvisação. Este período também introduziu a máscara isabelina, com música, dança e trajes elaborados, bem como companhias teatrais profissionais na Inglaterra. As peças de William Shakespeare no final do século 16 se desenvolveram a partir dessa nova classe de atuação profissional.
Em 1597, a primeira ópera, Dafne foi realizada e ao longo do século 17, a ópera rapidamente se tornaria o entretenimento de escolha para a aristocracia na maior parte da Europa, e eventualmente para um grande número de pessoas que vivem em cidades e vilas em toda a Europa.

#### Era moderna
A introdução do arco do proscênio na Itália durante o século 17 estabeleceu a forma tradicional de teatro que persiste até hoje. Enquanto isso, na Inglaterra, os puritanos proibiram a atuação, interrompendo as artes cênicas que duraram até 1660. Depois disso, as mulheres começaram a aparecer em peças francesas e inglesas. Os franceses introduziram uma instrução formal de dança no final do século 17.
É também nessa época que as primeiras peças foram encenadas nas colônias americanas.
Durante o século 18, a introdução da ópera popular bufa trouxe a ópera para as massas como uma forma acessível de performance. As Bodas de Fígaro e Don Giovanni, de Mozart, são marcos da ópera do final do século 18.
Na virada do século 19, Beethoven e o movimento romântico inauguraram uma nova era que levou primeiro aos espetáculos da grande ópera e depois aos dramas musicais de Giuseppe Verdi e à Gesamtkunstwerk (obra de arte total) das óperas de Richard Wagner levando diretamente à música do século 20.
O século 19 foi um período de crescimento para as artes cênicas para todas as classes sociais, avanços técnicos como a introdução do gaslight nos teatros, burlesco, dança minstrel e teatro de variedades. No balé, as mulheres fazem grandes progressos na arte antes dominada por homens.
A dança moderna começou no final do século 19 e início do século 20 em resposta às restrições do balé tradicional. A chegada dos Ballets Russes de Sergei Diaghilev (1909-1929) revolucionou o balé e as artes cênicas em geral em todo o mundo ocidental, principalmente através da ênfase de Diaghilev na colaboração, que reuniu coreógrafos, bailarinos, cenógrafos/artistas, compositores e músicos para revitalizar e revolucionar o balé. É extremamente complexo.
"System", de Konstantin Stanislavski, revolucionou a atuação no início do século 20, e continua a ter uma grande influência sobre os atores do palco e da tela até os dias atuais. Tanto o impressionismo quanto o realismo moderno foram introduzidos no palco durante esse período.
Com a invenção do cinema no final do século 19 por Thomas Edison e o crescimento da indústria cinematográfica em Hollywood no início do século 20, o cinema se tornou um meio de atuação dominante ao longo dos séculos 20 e 21.
O rhythm and blues, um fenômeno cultural da América negra, ganhou destaque no início do século 20, influenciando uma série de estilos de música popular posteriores internacionalmente.
Na década de 1930, Jean Rosenthal introduziu o que se tornaria a iluminação cênica moderna, mudando a natureza do palco à medida que o musical da Broadway se tornou um fenômeno nos Estados Unidos.

#### Pós-guerra
As artes cênicas pós-Segunda Guerra Mundial foram destacadas pelo ressurgimento do balé e da ópera no mundo ocidental.